# Lygodactylus gutturalis
Espèce
Synonymes
- Hemidactylus gutturalis Bocage, 1873

Lygodactylus gutturalis est une espèce de geckos de la famille des Gekkonidae.

## Répartition
Cette espèce se rencontre au Sénégal, au Gambie, en Guinée-Bissau, au Ghana, au Bénin, au Nigeria, au Cameroun, en Centrafrique, au Congo-Kinshasa, au Soudan du Sud, en Éthiopie, en Somalie et en Tanzanie.

## Liste des sous-espèces
Selon The Reptile Database (15 octobre 2012) :
- Lygodactylus gutturalis dysmicus Perret, 1963
- Lygodactylus gutturalis gutturalis (Bocage, 1873)
- Lygodactylus gutturalis paurospilus Laurent, 1952

## Publications originales
- Bocage, 1873 : Melanges erpetologiques. II. Sur quelques reptiles et batraciens nouveaux, rares ou peu connus d‘Afrique occidentale. Jornal de Sciencias Mathematicas, Physicas e Naturaes Academia Real das Sciencias de Lisboa, vol. 4, p. 209-227 (texte intégral).
- Laurent, 1952 : Reptiles et Batraciens nouveaux du massif du mont Kabobo et du plateau des Marungu. Revue de Zoologie et de Botanique Africaines, vol. 46, p. 18-34.
- Perret, 1963 : Les Gekkonidae du Cameroun, avec la description de deux sous-espèces nouvelles. Revue Suisse de Zoologie, vol. 70, no 1, p. 47-60.